# Der Graf von Monte Christo (Musical)
Der Graf von Monte Christo ist ein Musical von Frank Wildhorn (Melodien), Koen Schoots (Arrangements), Kim Scharnberg (Orchestration) und Jack Murphy (Texte). Es basiert auf dem gleichnamigen Roman von Alexandre Dumas und wurde am 14. März 2009 in der Schweiz am Theater St. Gallen unter der Regie von Andreas Gergen in deutscher Sprache uraufgeführt.
Die Handlung orientiert sich an der Romanvorlage, wobei die Handlung des umfangreichen Romans sehr stark verkürzt ist. Die Spieldauer beträgt etwa zweieinhalb Stunden.
Die Ende 2008 erschienene CD mit den englischen Originalsongs erreichte bereits vor der Premiere Platz eins in Deutschland und Platz vier in Großbritannien. Im Jahr 2010 lief das Stück in koreanischer Übersetzung in Seoul. In Deutschland wurde das Stück erstmals im Jahr 2012 an der Musikalischen Komödie Leipzig (Oper Leipzig) aufgeführt. Im Jahr 2013 wurde das Stück bei den Freilichtspielen Tecklenburg, 2014 bei den Frankenfestspielen in Röttingen aufgeführt. Die österreichische Erstaufführung fand 2019 auf der Felsenbühne Staatz mit Darius Merstein-MacLeod in der Titelrolle statt.

## Songliste
1. Akt
- Prolog - Fiat justitia (Ensemble)
- Ein Leben lang (Edmond, Mercédès)
- Hebt das Glas (Ensemble)
- Geschichte (Mondego, Danglars, Villefort)
- Niemals allein (Edmond, Mercédès)
- Jeder Tag ein kleiner Tod (Edmond, Mercédès, Mondego)
- Unterricht (Abbé Faria, Edmond)
- Könige (Faria, Edmond)
- Piraten - Wahrheit oder Wagnis (Luisa Vampa, Edmond, Ensemble)
- Der Schatz [Reprise Könige] (Edmond)
- Wie mich die Welt umarmt (Mercédès)
- Tanz die Tarantella (Kurtisanen)
- Hölle auf Erden (Edmond)

2. Akt
- Karneval in Rom [Reprise Tarantella] (Ensemble)
- Ah, Frauen (Edmond, Albert)
- So wie man hört (Ensemble)
- Diese Augen/Der Mann ist tot (Mercédès, Edmond)
- Die Falle/Zuviel ist nie genug (Edmond, Danglars, Villefort, Mondego)
- Schöner Schein (Valentine)
- All die Zeit (Mercédès)
- Der Mann, der ich einst war (Edmond)
- Hölle auf Erden [Reprise] (Mondego, Edmond)
- Finale [Reprise Niemals allein] (Edmond, Mercédès)